# Clannad (Película)
Clannad es una película dramática de fantasía animada japonesa de 2007. Dirigida por Osamu Dezaki y basada en el manga del mismo nombre. Desarrollada por Key. Toei Animation anunció en la Tokyo Anime Fair el 23 de marzo de 2006 que se produciría una película animada, y Toei Company la estrenó en cines el 15 de septiembre de 2007. La película es una reinterpretación de la historia de Clannad que se centra en el arco narrativo de la protagonista femenina Nagisa Furukawa . Fue la última película dirigida por Dezaki antes de su muerte en abril de 2011.
Una campaña promocional salió a las calles de Akihabara el 10 de marzo de 2007 transportados en un gran autobús negro con las palabras "Film Version Clannad" (劇場版CLANNAD Gekijō-ban Clannad?)  pintadas en los costados. Un grupo de mujeres jóvenes disfrazadas con el uniforme de la escuela secundaria femenina de Clannad salió del autobús para repartir volantes y truenos de color rosa y blanco a los transeúntes para promocionar la película.

## Trama
Tomoya Okazaki es un estudiante de secundaria que ya no se siente como en casa. Solía jugar al baloncesto, su distante padre trabaja en el turno de noche y su madre murió en un accidente de coche cuando él era niño. Sólo va a la escuela de Hikarizara sin motivo y no le interesan las actividades escolares. Un día, Tomoya conoce a una chica de tercer curso de su escuela llamada a principios de año. Nagisa Furukawa . Repitiendo su último año debido a una enfermedad la mayor parte del año anterior, Nagisa está decidida a graduarse, no obstante. A ella se le ocurre reiniciar el Drama Club. Para cuando los árboles de sakura terminaron de florecer, Nagisa ya había comenzado a hacer carteles a mano que anunciaban la reforma del club de teatro, con una antigua mascota del grupo llamada "The Big Dango Family". Tomoya y su buen amigo Youhei Sunohara, que solía jugar al fútbol, ayudaron a Nagisa a colocarlos en la escuela, pero el presidente del consejo estudiantil, Tomoyo Sakagami, y Kyou Fujibayashi, rápidamente usaron pintura roja para desfigurar los carteles y escribir ' invalid' en ellos debido a la política de la escuela. Esto enfurece mucho a Youhei y golpea a uno de los miembros del consejo estudiantil a pesar de la advertencia de Tomoyo y Kyou; Tomoya también defiende a Nagisa.
Kouko Ibuki, la profesora que había sido consejera del club de teatro antes de que se disolviera, se involucra diciéndole a Nagisa que si consigue reunir a más miembros hablará con la escuela sobre la reforma del club. Tomoya y Youhei vuelven a intentarlo, esta vez haciendo copias de cientos de carteles y colocándolos por toda la escuela, pero nadie se une al club. Al final, Nagisa consigue que Tomoya y Youhei se apunten, y les asegura que no les pedirá que actúen en el escenario. El club de teatro se reforma, y a falta de un mes para el festival escolar. Nagisa decide hacer un soliloquio basado en un sueño que ha tenido desde que era niña; mientras tanto, Tomoya y Youhei trabajarán detrás del escenario con la música y las luces respectivamente. Nagisa se pone a escribir el guion e invita a Tomoya y Youhei a cenar a su casa, aunque solo viene Tomoya, debido a que Youhei tiene un trabajo de medio tiempo en una compañía eléctrica con Yusuke Yoshino ; se revela que un ex músico es el prometido de Kouko. En la casa de Nagisa, que resulta ser también una panadería, Tomoya conoce a sus enérgicos padres Akio y Sanae. Tomoya es retado a un partido de béisbol con Akio para ver si Tomoya es un hombre digno para Nagisa, pero no puede lanzar la pelota debido a una lesión en el hombro que recibió de su padre en una mala pelea, e incluso consigue quedarse a dormir después de ser fuertemente persuadido por Akio.
Al igual que Nagisa, Tomoya también ha tenido un sueño recurrente desde que era niño. En su sueño, al principio está incorpóreo en un mundo ilusorio donde él es lo único "vivo". Encuentra un muñeco de tamaño humano desechado y lo utiliza como cuerpo para viajar por el mundo en una vieja bicicleta. Después de algunas búsquedas, encuentra un gran árbol de sakura conocido como el "Árbol de las Promesas", donde cree que encontrará a la persona que ha sentido que está con él en este mundo ilusorio.
Cuando por fin comienza el festival escolar, Nagisa revela que no ha terminado el guion, pero que aun así quiere seguir adelante con la obra, ya que la historia sigue dentro de ella. Nagisa tiene su actuación por la tarde, así que mientras tanto, pasa el rato con Tomoya y Youhei. Durante la comida, les cuenta la historia de por qué quería hacer teatro, ya que sus padres habían sido actores de teatro, pero ambos tuvieron que dejar de actuar después de que Nagisa naciera. Nagisa quiere hacer teatro para continuar los sueños de sus padres siguiendo sus pasos. Para la obra, Sanae le da a Nagisa su vestido de novia para que lo use como disfraz, para sorpresa de Akio. Nagisa empieza su monólogo sin problemas y, mientras recita, Kouko da indicaciones a Tomoya y Youhei a través de los auriculares. Poco a poco, Tomoya se da cuenta de que la historia que Nagisa está recitando es el mismo sueño que él ha tenido, y se sorprende al descubrir que Nagisa también tuvo el mismo sueño del mundo ilusorio. Al final de la obra, Tomoya cree que Nagisa y él están hechos el uno para el otro y le confiesa su amor.
Poco después del festival, la salud de Nagisa vuelve a fallar y tiene que ausentarse nuevamente de la escuela, lo que significa que no es hasta un año después de que la clase de Tomoya se graduó que Nagisa también puede graduarse de la escuela secundaria. Después de esto, Tomoya y Nagisa comienzan a vivir juntos en un pequeño apartamento en la ciudad, mientras que Tomoya también es contratado a tiempo completo en la compañía eléctrica de Yusuke, Nagisa trabaja a tiempo parcial como mesera en un restaurante familiar local y Youhei se convierte en un hombre de negocios en Tokio. . Finalmente, Nagisa queda embarazada, pero su médico le informa a su familia y a Tomoya que si da a luz al niño, debido a que tiene una constitución débil, podría morir en el proceso. Después de la reunión, acuerdan decírselo a Nagisa. Los padres de Tomoya y Nagisa la llevan a la playa donde ella decide el nombre de Ushio para el niño. A pesar de la advertencia del médico, ella insiste en que estará bien. Una noche de invierno, Nagisa finalmente da a luz a una niña Ushio y Nagisa muere al dar a luz. Esto hace que Tomoya entre en una profunda depresión, durante la cual no va a trabajar, ni siquiera visita a su hija, que ahora está siendo criada por los padres de Nagisa.
Durante los últimos cinco años, los amigos de Tomoya intentan sacarlo de su depresión, pero Tomoya es muy terco. Luego, una noche lluviosa, el padre de Tomoya, Naoyuki Okazaki, se acerca y le dice a Tomoya que está poniendo a Ushio en la misma relación que tenía cuando murió su madre, lo que lo aturde mucho. Más tarde, Naoyuki les pidió a los amigos de Tomoya: Youhei, Tomoyo, Kyou, Kouko y su esposo Yusuke que lo llevaran a un retiro por unos días para romper su depresión, y sacaron a Tomoya de su casa tan rápido que no se dio cuenta. siquiera saber lo que está pasando. Una vez que se lo dicen en el tren, Tomoya está decidido a volver a casa, pero Yusuke lo convence de quedarse. Cuando llegan a su destino, Tomoya busca otro andén en la estación, anticipándose a esto, Akio y Sanae lo estaban esperando con Ushio. Justo cuando Tomoya comienza a alejarse, sus amigos llegan bloqueando su camino, luego Tomoya se da vuelta hacia Ushio, ella corre hacia él sosteniendo un dango de peluche. Tropieza a mitad de camino, lo que hace que Tomoya salte y la atrape. Levantándola con ellos sonriendo, puede ver la continuación de su viejo sueño una vez más, y ve a Nagisa debajo del Árbol de las Promesas sonriendo amorosamente a él y a Ushio.

## Producción
Se anunció por primera vez que la película estaría en producción en la Tokyo Anime Fair el 23 de marzo de 2006 para un lanzamiento planificado para 2007 por Toei Animation . El diseño de personajes original fue concebido por Itaru Hinoue, el director de arte de Key que trabajó en la novela visual . Este diseño se usó más tarde como plantilla para Megumi Kadonosono, quien proporcionó el arte de los personajes para la adaptación cinematográfica. Kadonosono trabajó anteriormente en otras dos películas animadas estrenadas a principios de 2007: Fashionable Witches Love y Berry: Magic of Happiness como director de animación en jefe, y la película Kiddy Grade, que también proporcionó el diseño de personajes. El guion fue escrito por Makoto Nakamura, quien había trabajado en la primera serie de televisión de anime de Kanon en 2002, y en la película Air en 2005, otros dos animes adaptados de novelas visuales creadas originalmente por Key. Finalmente, la película fue dirigida por Osamu Dezaki, quien ha estado involucrado en la dirección de animación desde el primer anime de Astro Boy en 1963, y anteriormente había dirigido la película Air .

## comunicados de prensa
Un conjunto de tres DVD empaquetados juntos contenía imágenes de vista previa y material promocional que se lanzó el 28 de abril de 2007, que venía incluido con un póster promocional. La característica principal fue un adelanto de casi nueve minutos de la película que proporcionó una descripción general de los personajes importantes y reveló parte de la trama. Otro video es una pieza corta de un minuto y quince segundos que compila escenas de la película que se juntan como telón de fondo de la versión original de la canción "Mag Mell" tomada de la banda sonora original de la novela visual . Los dos últimos videos incluidos son comerciales de televisión cortos, uno de treinta segundos de duración y el segundo de quince segundos. El conjunto de DVD solo estaba disponible para aquellos que reservaron entradas para el cine. La película fue lanzada en DVD en tres ediciones: la edición de coleccionista, la edición especial y la edición regular el 7 de marzo de 2008. La edición de coleccionista se vende en una caja especializada que incluye una cubierta ilustrada especial, una etiqueta con imagen y un folleto de lujo. La edición especial se lanzó de manera similar en una caja que contenía el DVD de la película, junto con la sobrecubierta ilustrada especial y la etiqueta de la imagen, pero también contenía un CD de drama adicional y un DVD adicional. La edición regular no contenía características especiales y se vendió en una caja de DVD normal que contenía solo el DVD de la película. El licenciante de anime Sentai Filmworks obtuvo la licencia de la película y la estrenó en formato subtitulado y doblado en inglés en marzo de 2011.

Un maxi single titulado "Mag Mell (frequency⇒e Ver.)" (メグメル ～frequency⇒e Ver.～ Megumeru ~frequency⇒e Ver.~?) ～, Megumeru ~frequency⇒e Ver.~ ) fue lanzado el 14 de julio de 2007 por Frontier Works y contenía los dos temas musicales de la película arreglados por Eufonius . La primera pista es una versión arreglada de "Mag Mell", el tema de apertura de la novela visual original, cantada por Riya . La segunda pista es una canción original, nuevamente cantada por Riya. La pista final es una versión fuera de voz de la primera pista. El CD de música solo estaba disponible para aquellos que reservaron entradas para el cine. El 17 de agosto de 2007 se lanzó un sencillo de imagen de canción de Lia llamado " Yakusoku " en Comiket 72, pero solo se entregó a quienes compraron boletos para el cine con anticipación. La banda sonora original de la película fue lanzada el 21 de noviembre de 2007 por Frontier Works.
1. ↑  «Tokyo Anime Fair: New Kanon and Movies». Anime News Network. 25 de marzo de 2006. Consultado el 22 de julio de 2007.
2. ↑  «Clannad film promotional campaign in Akihabara» (en japonés). Consultado el 24 de julio de 2007.
3. ↑  «Preview DVDs released» (en japonés). Archivado desde el original el 15 de junio de 2007. Consultado el 24 de julio de 2007.
4. 1 2 3 4  «DVD information at the film's official website» (en japonés). Toei Animation. Archivado desde el original el 3 de octubre de 2010. Consultado el 4 de febrero de 2012.
5. ↑  «Sentai Filmworks Adds Clannad Anime Film with Dub, Sub». Anime News Network. 13 de noviembre de 2010. Consultado el 14 de noviembre de 2010.